# 道斯威爾龍屬
道斯威爾龍屬（學名：Doswellia）是主龍形類爬行動物的一屬，生存於三疊紀晚期（诺利阶）的北美洲，約2億2000萬年前。道斯威爾龍被歸類於道斯威爾龍科。

## 發現與命名
道斯威爾龍的化石發現於美國維吉尼亞州的Doswell鎮，屬於紐華克超群（Newark Supergroup）的Falling Creek組的Poor Farm段。化石是一個幾乎完整的身體骨骼、以及其他零碎的骨頭。道斯威爾龍的頭顱骨低矮，頭顱股後段寬廣而平坦，口鼻部狹窄，齶骨具有牙齒，具有大型上顳孔，而沒有下顳孔。身體修長，胸腔呈盒狀，背部有骨質鱗甲。
模式種是D. kaltenbachi，是在1980年被敘述、命名。屬名是以化石發現處的Doswell鎮為名。第二個種D. sixmilensis是在2012年被命名，化石被發現於新墨西哥州的欽爾組（Chinle Group）的藍水溪組（ Bluewater Creek Formation）。

## 體徵
道斯威爾龍是種陸棲肉食性動物，頭顱骨長度約15公分，身長被估計約2公尺。道斯威爾龍的頭顱骨具有許多衍化的特徵。道斯威爾龍的頭顱骨低矮、延長，口鼻部狹窄，眼眶之後的頭顱骨後段寬。道斯威爾龍具有上顳孔，而缺少下顳孔，這是相當特殊的特徵，類似調孔亞綱的頭顱骨。道斯威爾龍的顴骨延伸，佔據下顳孔應有的位置。左右鱗狀骨延伸，在頭顱骨後段延伸出兩個小型角狀突出物。與其他主龍形類相比，道斯威爾龍的頭顱骨缺少幾塊應有的骨頭，例如：後額骨、扁骨、後頂骨。
道斯威爾龍的身體也具有許多衍化的特徵。頸部延長，部分區域覆蓋者骨質鱗甲。身體前段的肋骨，從脊椎兩側水平地延伸出來，之後以接近90度的方式往下彎曲，使得道斯威爾龍的胸腔呈盒狀。腸骨呈帶狀，呈水平方式排列。道斯威爾龍的身體兩側、背部也覆蓋者皮內成骨（OsteodermS）形成的骨質鱗甲。

## 分類
道斯威爾龍的演化位置仍未確定，最初被歸類於獨自的道斯威爾龍科，屬於槽齒目的道斯威爾龍亞目（Dosweliina）；當時有許多無法歸類於三疊紀主龍類被歸類於槽齒目。在1993年，道斯威爾龍被歸類於最原始的伪鳄类之一；伪鳄类包含現代鱷魚與其史前近親。在2009年的一項研究，提出道斯威爾龍、原鱷龍科有接近親緣關係。在2011年，巴西的早期主龍形類，Tarjadia、Archeopelta被歸類於道斯威爾龍科，這個歸類法也支持道斯威爾龍、原鱷龍科有接近親緣關係的結論

## 外部連姊
- 伪鳄类的演化樹 （页面存档备份，存于） Phylogeny Archive
- 道斯威爾龍的詳細特徵 Palaeos Vertebrates